# Andreu Simon
Pour les articles homonymes, voir Simon (patronyme).
Andreu Simon Aymerich, né le 28 août 1991 à Sant Vicenç dels Horts, est un coureur de fond espagnol spécialisé en trail et en skyrunning. Il a remporté quatre titres nationaux en trail et a notamment gagné la Transgrancanaria en 2023.

## Biographie
Andreu Simon pratique le football dans sa jeunesse jusqu'à 17 ans lorsqu'on lui diagnostique un diabète de type 1. Voyant tous ses rêves s'écrouler, il se réfugie dans la course à pied, parcourant les montagnes autour de sa ville natale de Sant Vicenç dels Horts. Effectuant d'abord de courtes sorties tout en surveillant régulièrement son glucomètre, il parvient à mieux cerner les limites de son corps et s'autorise des sorties de plus en plus longues. Il fait ses débuts en compétition sur des épreuves relativement courtes avant de rallonger les distances,. Il se découvre par la suite un talent pour les épreuves techniques de skyrunning.
En 2018, Il s'oriente progressivement vers des distantes plus longues. Le 30 juin, il remporte la victoire au Buff Epic Trail sous une chaleur écrasante. Il confirme son talent pour l'ultra-trail en dominant le parcours très exigeant du trail de la vallée de Tena. Après une lutte serrée avec Julen Martínez et Antonio Blanco, il boucle les 77 kilomètres du parcours en 11 h 46 min 5 s. Il établit un nouveau record du parcours et s'offre le titre de champion d'Espagne d'ultra-trail.
Sélectionné pour les championnats du monde de trail 2019 à Miranda do Corvo, il termine neuvième juste derrière son compatriote Antonio Martinez. Avec Luis Alberto Hernando onzième, ils remportent la médaille de bronze au classement par équipes. Le 16 novembre, il prend part aux championnats du monde de course en montagne longue distance à Villa La Angostura. Il y effectue une solide course pour terminer cinquième. Avec Oriol Cardona Coll troisième et Antonio Martínez septième, le trio remporte la médaille d'or au classement par équipes.
Lors d'une saison 2020 écourtée par la pandémie de Covid-19, il démontre également de bonnes aptitudes sur des trails plus courts. Lors des championnats d'Espagne de trail de la RFEA à El Paso, il livre un duel serré avec Zaid Ait Malek en début de course. Tandis que ce dernier finit par craquer, Andreu Simon poursuit sur sa lancée et boucle les 44 kilomètres du parcours du 'Reventón Trail El Paso en 3 h 38 min 46 s, établissant un record inofficiel du parcours. Il s'offre également le titre.
Le 5 juin 2021, il s'élance au départ de l'épreuve Trail du Tenerife Bluetrail qui accueille les championnats d'Espagne d'ultra-trail de la FEDME. Alors que Borja Fernández prend un excellent départ, il est vite rattrapé par Zaid Aik Malek, talonné par Andreu Simon. Ce dernier parvient à prendre l'avantage sur ses rivaux et s'impose avec deux minutes d'avance sur Borja Fernández. Il remporter ainsi son deuxième titre de champion d'Espagne d'ultra-trail.
Le 8 juillet 2022, il prend le départ du CDH du Val d'Aran by UTMB. Il se détache à mi-parcours pour mener seul en tête. Malgré une blessure à la tête, il parvient à s'imposer avec dix minutes d'avance sur l'Italien Philipp Ausserhofer. Le 3 décembre, il s'élance au départ de la Saintélyon et crée la suprise en menant la course devant le favori Thomas Cardin. Il s'impose avec cinq minutes d'avance devant ce dernier.
Le 25 février 2023, il prend pour la première fois le départ de l'épreuve-reine de la Transgrancanaria ayant déjà remporté le marathon en 2020 et 2021. Il prend un bon départ, restant dans le groupe de tête en première partie de course. Juste avant la mi-parcours, le Roumain Raul Butaci lance son attaque pour se détacher en tête mais se fait ensuite rattraper par Andreu Simon qui s'empare des commandes de la course. Il mène la course en tête et voit le Portugais Miguel Arsénio le rattraper en fin de course. Conservant une marge d'avance de cinq minutes, Andreu Simon s'impose finalement en 13 h 39 min 33 s,.

## Palmarès

### Skyrunning
| no  | masculin          | Course                                                  | Longueur | Départ            | Temps           |
| --- | ----------------- | ------------------------------------------------------- | -------- | ----------------- | --------------- |
| 2e  | Médaille d'argent | Montserrat SkyRace                                      | 25 km    | 16 mars 2014      | 2 h 17 min 37 s |
| 2e  | Médaille d'argent | Montserrat SkyRace                                      | 22 km    | 5 mars 2017       | 2 h 10 min 5 s  |
| 1re | Médaille d'or     | Buff Epic Trail                                         | 69 km    | 30 juin 2018      | 9 h 2 min 3 s   |
| 5e  | 5e                | Championnats du monde de skyrunning - Ultra SkyMarathon | 47 km    | 14 septembre 2018 | 4 h 4 min 32 s  |
| 1re | Médaille d'or     | Buff Epic Trail                                         | 66 km    | 13 juillet 2019   | 8 h 41 min 4 s  |

### Trail
| no  | masculin           | Course                                                      | Longueur | Départ             | Temps            |
| --- | ------------------ | ----------------------------------------------------------- | -------- | ------------------ | ---------------- |
| 1re | Médaille d'or      | Championnats d'Espagne d'ultra-trail                        | 77 km    | 1er septembre 2018 | 11 h 46 min 5 s  |
| 9e  | 9e                 | Championnats du monde de trail                              | 44 km    | 8 juin 2019        | 3 h 46 min 12 s  |
| 1re | Médaille d'or      | Ultra Dolomites                                             | 87 km    | 29 juin 2019       | 8 h 50 min 46 s  |
| 2e  | Médaille d'argent  | OCC                                                         | 55 km    | 29 août 2019       | 5 h 20 min 46 s  |
| 5e  | 5e                 | Championnats du monde de course en montagne longue distance | 41,5 km  | 16 novembre 2019   | 3 h 25 min 0 s   |
| 1re | Médaille d'or      | Transgrancanaria Maratón                                    | 42 km    | 7 mars 2020        | 2 h 56 min 46 s  |
| 1re | Médaille d'or      | Championnats d'Espagne de trail RFEA                        | 44 km    | 3 octobre 2020     | 3 h 38 min 47 s  |
| 1re | Médaille d'or      | Transgrancanaria Maratón                                    | 41 km    | 27 février 2021    | 2 h 41 min 27 s  |
| 1re | Médaille d'or      | Tenerife Bluetrail - Trail                                  | 73 km    | 5 juin 2021        | 6 h 31 min 25 s  |
| 2e  | Médaille d'argent  | Lavaredo Ultra Trail                                        | 121 km   | 25 juin 2021       | 12 h 9 min 13 s  |
| 1re | Médaille d'or      | Championnats d'Espagne de trail RFEA                        | 39 km    | 3 avril 2022       | 3 h 35 min 22 s  |
| 2e  | Médaille d'argent  | Mozart 100                                                  | 105 km   | 18 juin 2022       | 9 h 44 min 59 s  |
| 1re | Médaille d'or      | Val d'Aran by UTMB - CDH                                    | 105 km   | 8 juillet 2022     | 11 h 48 min 45 s |
| 1re | Médaille d'or      | SaintéLyon                                                  | 78 km    | 3 décembre 2022    | 5 h 47 min 35 s  |
| 1re | Médaille d'or      | Transgrancanaria                                            | 128 km   | 25 février 2023    | 13 h 39 min 33 s |
| 2e  | Médaille d'argent  | Kullamannen Seventh Seal                                    | 50 km    | 4 novembre 2023    | 3 h 52 min 47 s  |
| 3e  | Médaille de bronze | Tenerife Bluetrail 47K                                      | 47 km    | 8 juin 2024        | 3 h 56 min 50 s  |
| 2e  | Médaille d'argent  | Val d'Aran by UTMB - CDH                                    | 110 km   | 5 juillet 2024     | 12 h 31 min 8 s  |
| 3e  | Médaille de bronze | Grand Trail des Templiers                                   | 80,4 km  | 20 octobre 2024    | 7 h 2 min 20 s   |
| 1re | Médaille d'or      | Éco-Trail de Paris Île-de-France                            | 83,4 km  | 22 mars 2025       | 5 h 49 min 34 s  |
| 1re | Médaille d'or      | Mozart Ultra                                                | 92 km    | 7 juin 2025        | 8 h 33 min 20 s  |

## Records
| Épreuve       | Performance     | Date            | Lieu       |
| ------------- | --------------- | --------------- | ---------- |
| 10 kilomètres | 31 min 10 s     | 9 janvier 2022  | Valence    |
| Semi-marathon | 1 h 8 min 4 s   | 6 février 2022  | Granollers |
| Marathon      | 2 h 20 min 46 s | 20 février 2022 | Séville    |